# كهف سانت ميخائيل الجديد
كهف سانت ميخائيل الجديد (بالإنجليزية: New St. Michael's Cave)‏ هو كهف يقع ضمن أقاليم ما وراء البحار البريطانية في منطقة جبل طارق التابعة للتاج البريطاني. تم اكتشافه في عام 1942.